# Waltheria virgata
Waltheria virgata är en malvaväxtart som beskrevs av Alfred James Ewart och Cookson. Waltheria virgata ingår i släktet Waltheria och familjen malvaväxter. Inga underarter finns listade i Catalogue of Life.